# Альберт Субіратс
Альберт Субіратс (25 вересня 1986) — венесуельський плавець.
Учасник Олімпійських Ігор 2004, 2008, 2012, 2016 років.
Призер Чемпіонату світу з водних видів спорту 2007 року.
Чемпіон світу з плавання на короткій воді 2010 року, призер 2006 року.
Переможець Панамериканських ігор 2011 року, призер 2007 року.
Переможець Ігор Центральної Америки і Карибського басейну 2006, 2010, 2014 років.
Переможець Південнамериканських ігор 2002, 2010, 2014 років.